# Magelungen
Magelungen är en sjö på gränsen mellan Huddinge och Stockholms kommuner. Från 1500-talet är namnformen Målången dokumenterad. Sjön ingår i Tyresåns sjösystem.
Det finns flera badplatser kring sjön, bland annat Farsta strandbad och Ågesta naturistbad nära Ågesta golfbana.  Magelungens vatten har problem med algblomning på grund av förorenat sjövatten från Trehörningen, Sjödalen i Huddinge som ligger uppströms.
Från Fagersjö till Farsta finns en strandpromenad och sedan år 2007 finns en 3,5 km lång naturstig runt Farstanäset. Vintertid plogas en skridskobana på isen vid Farsta gård när väderleken så tillåter.
Över sjön leder Ågestabron som öppnades för trafik på 1970-talet. Öster om bron ligger Magelungens roddbana. Banan är 2000 meter lång och invigdes i samband med JSM 1969 och följande år avhölls första Farstarodden.

## Flöden och miljön
Tillrinningsområdet runt Magelungen är på 1907 hektar och större delen av tillflödet kommer med Norrån som tar emot vatten från Orlången, Trehörningen och Ågestasjön. Tre mindre vattendrag rinner till sjön - Magelungsdiket och Kräppladiket i nordväst och Djupån i sydost. Utflödet går via Forsån till Drevviken. En ny fåra sprängdes 1860 för Forsån och Magelungsdiket är en rest av Magelungsån som tidigare förband sjön med den då uppströms liggande Brännkyrkasjön som sedan en sänkning av Magelungens vattennivå 1872-78 helt har försvunnit.
Den nordvästra delen av Magelungen håller efter sänkningen på att växa igen, det beror delvis även på att Magelungsdiket efter 1930 talet har lagts igen ytterligare ned mot Snösätra.
Fram till början av 1970-talet släpptes dåligt renat avloppsvatten ut i Trehörningen. Föroreningarna fortsatte till Magelungen via Ågestasjön och Norrån, och fosforhalterna i Magelungen var mycket höga. Sedan dess har halterna minskat kraftigt, mängden planktonalger har blivit betydligt mindre och siktdjupet har ökat. Näringsinnehållet är dock fortfarande stort och blågröna alger är vanliga under sommaren. Mot slutet av sommaren kan syrebrist förekomma i bottenvattnet i den djupa, sydöstra delen av sjön. Halterna i sedimenten av metaller, PAH och PCB är låga till måttliga i hela Magelungen.
Magelungen har ett rikt växt- och djurliv. Fiskbeståndet är stort och artrikt. Utsättningar har genomförts av signalkräfta, gös och karp. I området Mellansjö söder om Magelungen finns ett större antal stora ekar, där har även sällsynta arter som gröngöling och vattenfladdermus påträffats. 

## Växtlighet
Vegetationen är riklig i Fagersjöviken, den grunda nordvästra delen. De vanligaste växterna är hornsärv (Ceratophyllum demersum) och axslinga (Myriophyllum spicatum) som under sommaren täcker praktiskt taget hela viken och gör det svårt att bada och ta sig fram med båt. Vattnets näringsinnehåll är ungefär lika stort som i resten av sjön. Syrehalterna är höga under vår och sommar, i allmänhet även under vintern.

## Broar över Magelungen
Över Magelungen leder idag två broar, dels Ågestabron för allmän trafik och dels Farstanäsbron för enbart gång- och cykeltrafik.

### Farstanäsbron
Den första Farstanäsbron kom till 1914 som en del av Stockholms gräns- och kustförsvar, därför kallas den även i folkmun Militärbron. Den var då avsedd för motorfordonstrafik. På 1950-talet var denna bro i så dåligt skick att en ny bro byggdes av försvarsmakten. 1998 var det dags igen, denna gång bekostade Stockholms stad den nuvarande gång- och cykelbron.

### Ågestabron
Nuvarande Ågestabron invigdes 1971, tidigare fanns där en smal träbro och dessförinnan en flottbro. Namnet härrör från gården Ågesta. Bron är en betongkonstruktion som vilar på sex breda pelare och har en längd av  200 meter. Brospannet är utfört som en lådbalk i efterspänd betong.

## Bebyggelse
Längs med Magelungens nordvästra strand, ungefär vid mitten av sjön vid dagens Farsta strand och Fagersjö, exploaterades 1901 för Södertörns villastad. Flera av de stora och ofta rikt utsmyckade husen ligger ännu kvar precis vid sjön, om än i hög grad med ändrat användningsområde. Söder om Magelungen, i Huddinge kommun, ligger området Stora Mellansjö som även detta exploaterades från början vid sekelskiftet 1900. Området består av en blandning av villor av sportstugekaraktär som i de flesta fall är uppförda under perioden 1930-1957 och av stora villor av exklusiv karaktär som uppförts efter år 2000.

## Fisk
Vid provfiske har följande fisk fångats i sjön:
- Abborre
- Björkna
- Braxen
- Gärs
- Gädda
- Gös
- Löja
- Mört
- Sarv
- Sutare

## Bäver
Det finns sedan några år tillbaka några bäverkolonier i Magelungen. I mitten på oktober 2015 observerades färska bäverspår på Kaninholmen i östra Magelungen.

## Delavrinningsområde
Magelungen ingår i delavrinningsområde (657011-163159) som SMHI kallar för Utloppet av Magelungen. Medelhöjden är 36 meter över havet och ytan är 35,08 kvadratkilometer. Räknas de 5 avrinningsområdena uppströms in blir den ackumulerade arean 107,95 kvadratkilometer. Avrinningsområdets utflöde Tyresån (Kålbrinksströmmen) mynnar i havet. Avrinningsområdet består mestadels av bebyggelse som täcker en yta av 28,1 kvadratkilometer eller 80 procent. Skog täcker 12 procent. Avrinningsområdet har 2,1 kvadratkilometer vattenytor vilket ger det en sjöprocent på 6 procent. 

## Bilder

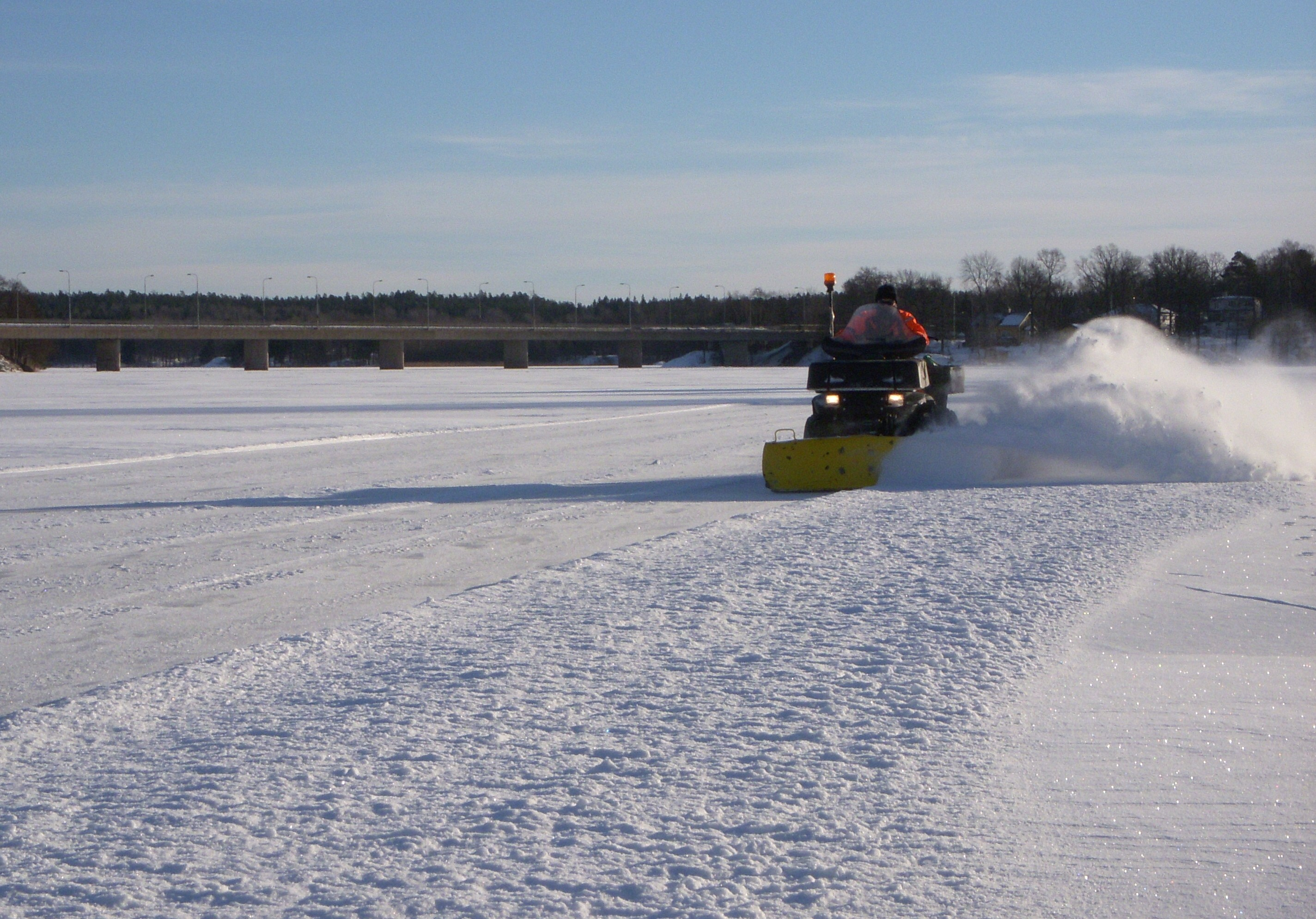
Plogning av skridskobana vintern 2011
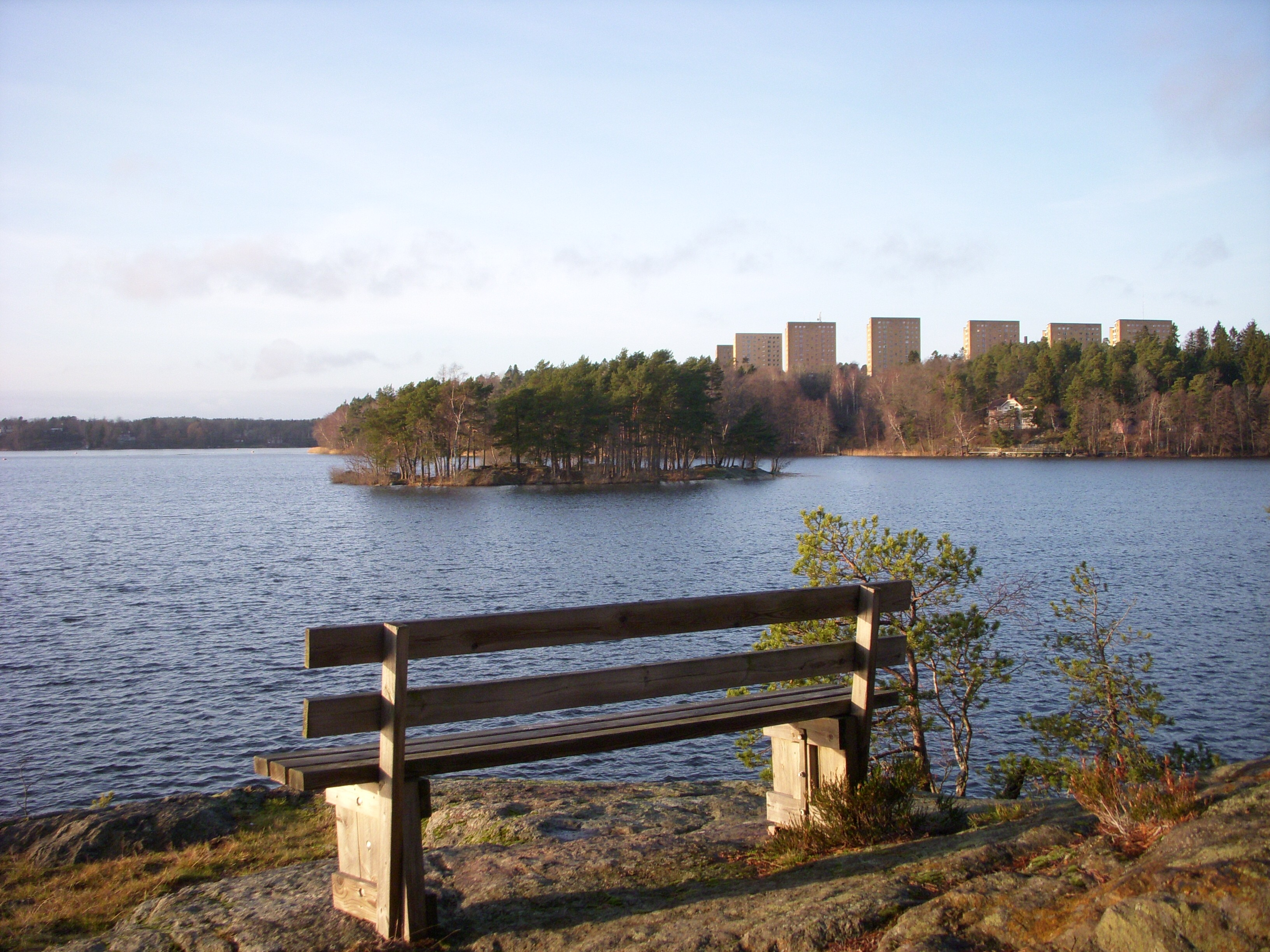
Magelungen från Fållan med ön Kaninholmen och Farsta strands höghus
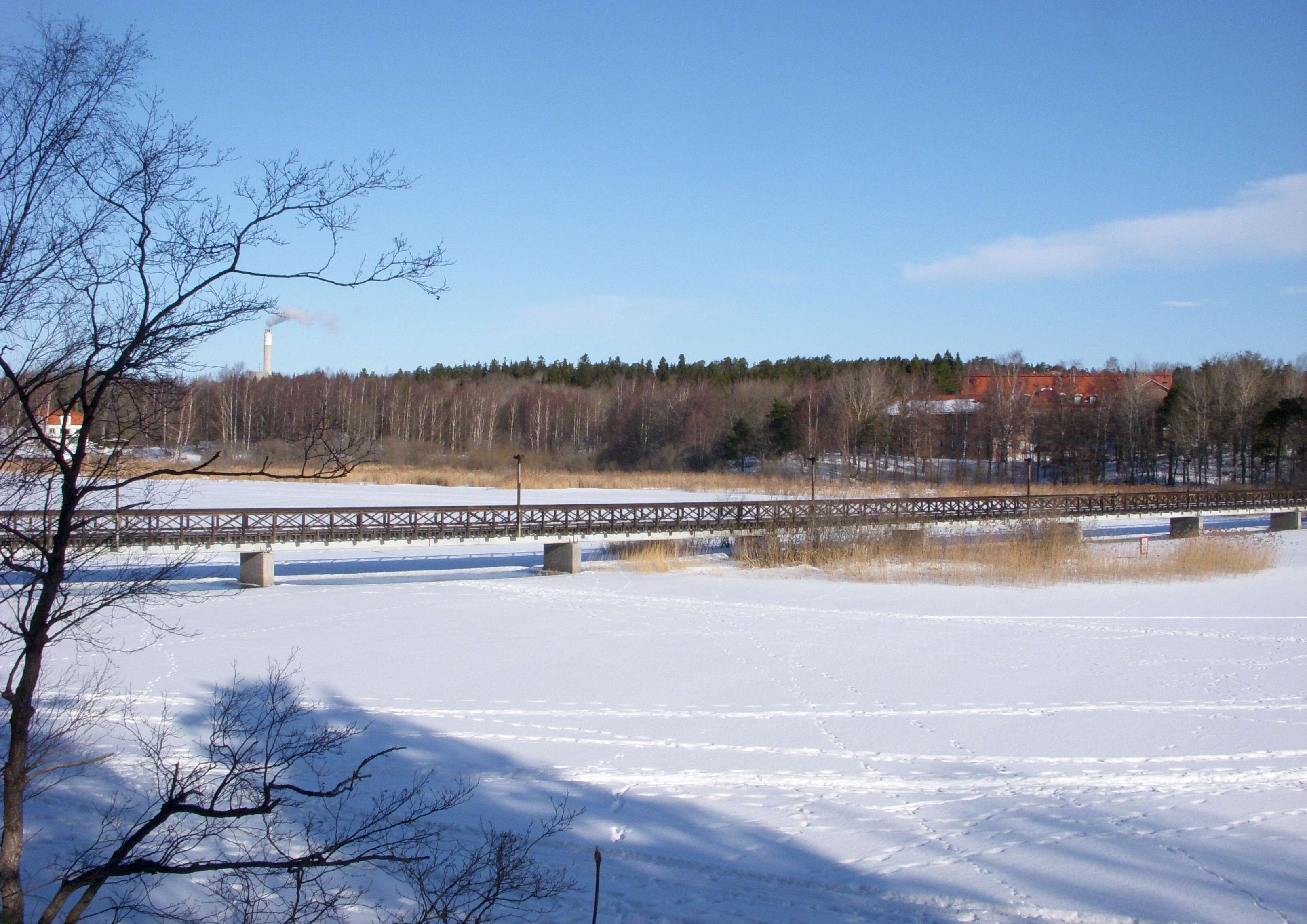
Farstanäsbron sedd från Farstanäset
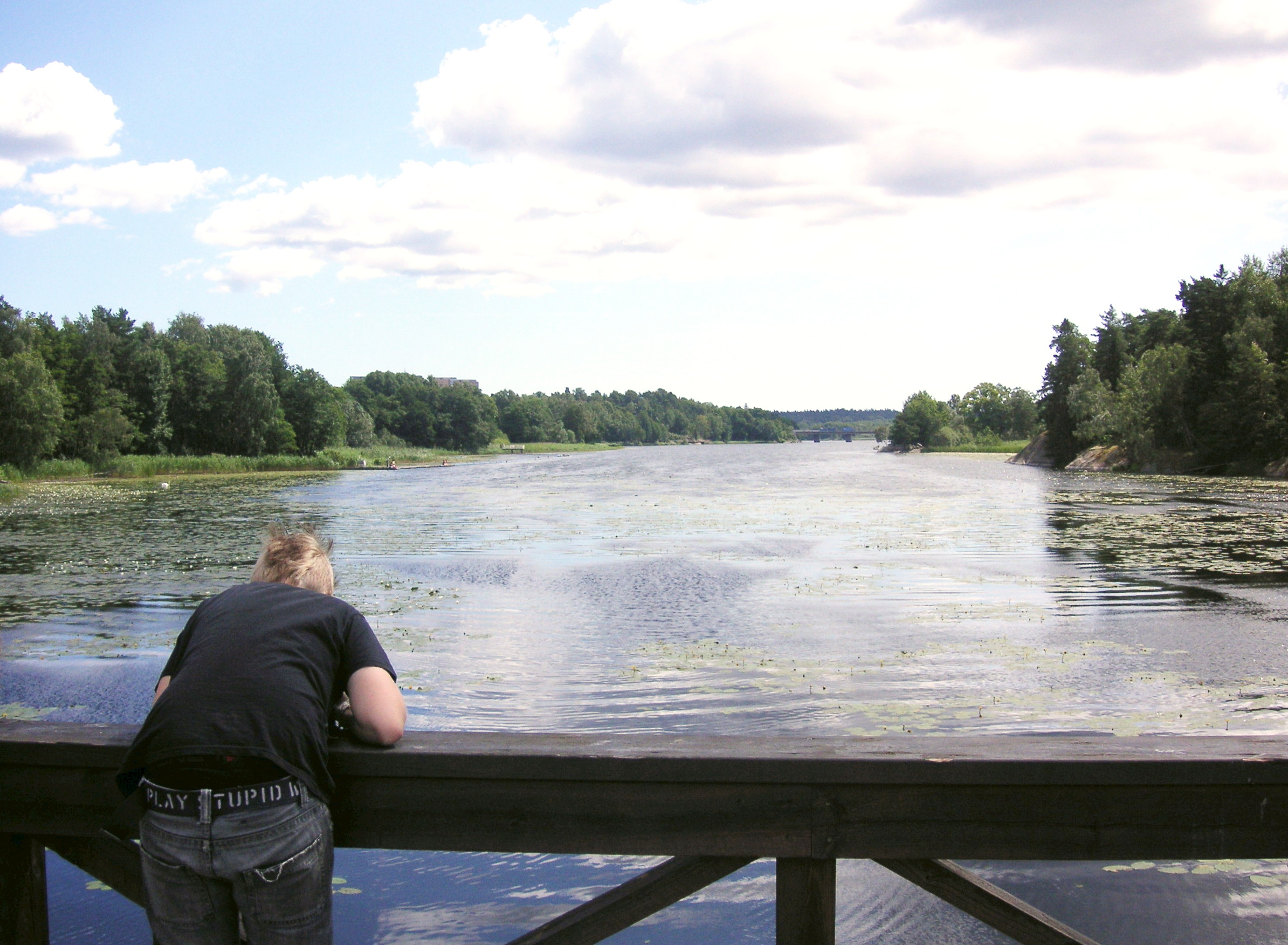
Vy från Farstanäsbron mot öst, Ågestabron syns i bakgrunden
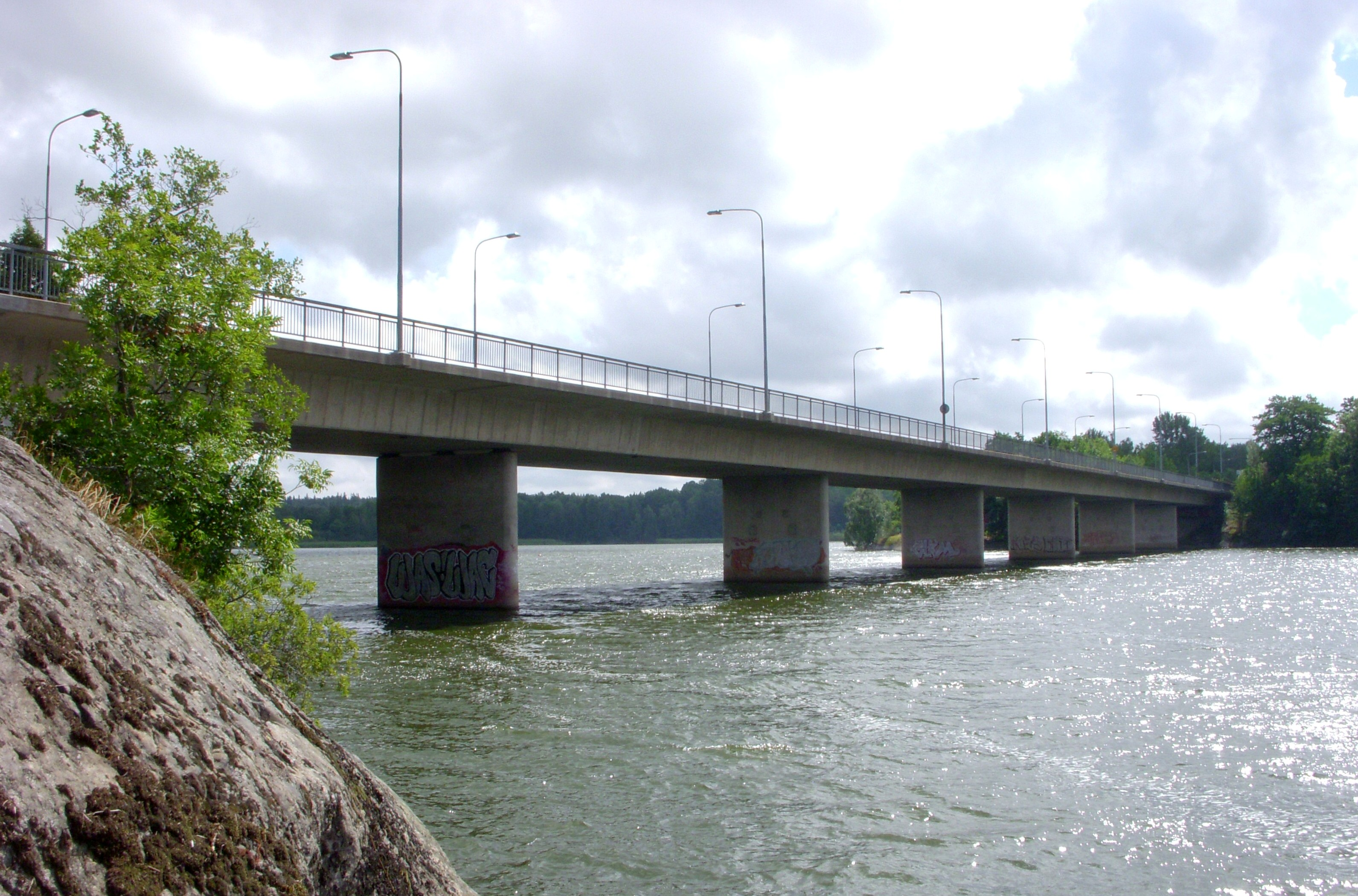
Ågestabron
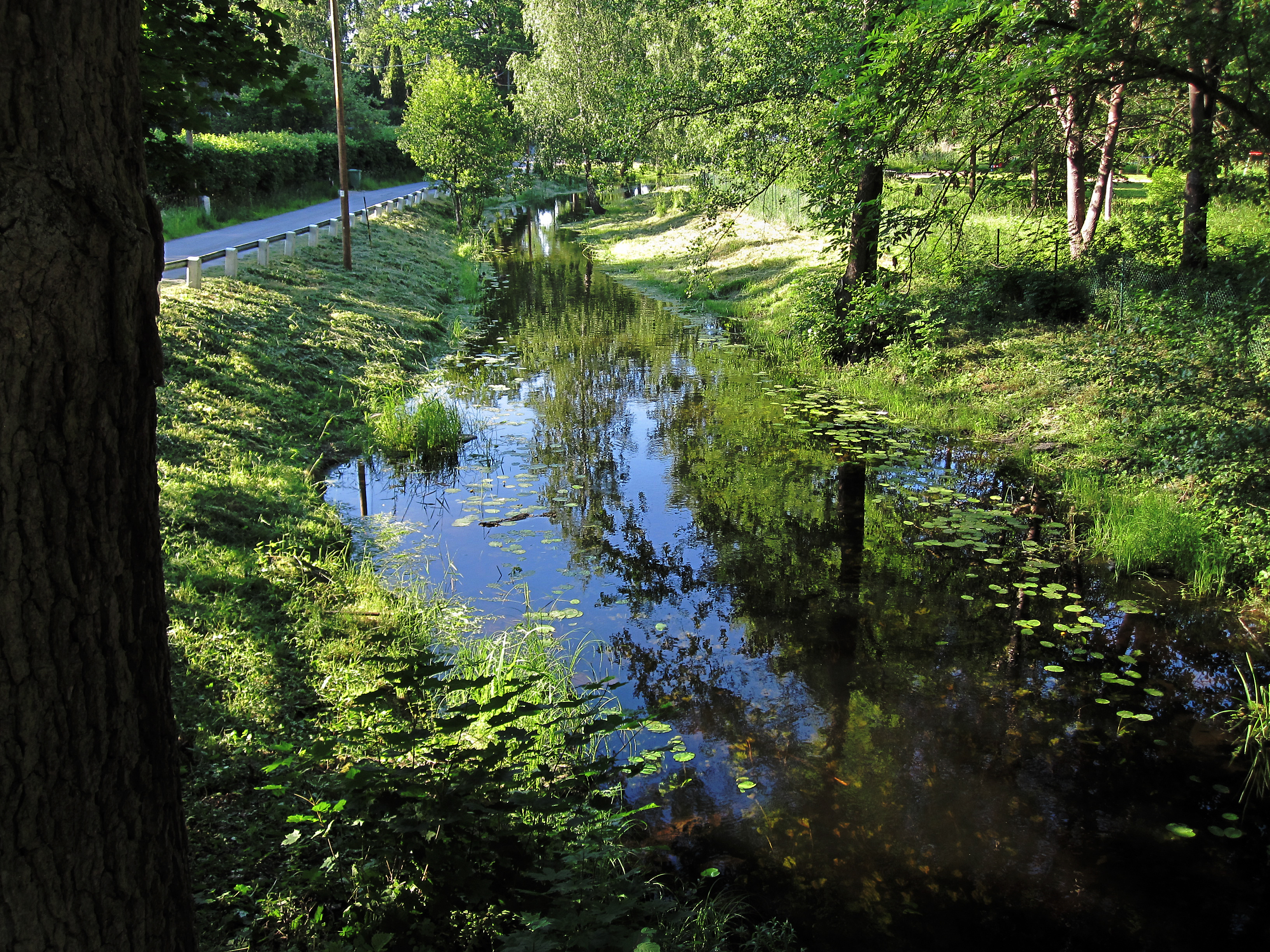
Norrån rinner från Ågestasjön till Magelungen

## Strandbad
- Farsta strandbad
- Ågestabadet (naturistbad)